# Kunisada Chūji
Kunisada Chūji (国定忠治?), il cui vero nome era Nagaoka Chūjirō (長岡忠次郎?) (Isesaki, 1810 – 22 gennaio 1851), è stato un mafioso giapponese del periodo Edo.

## Biografia

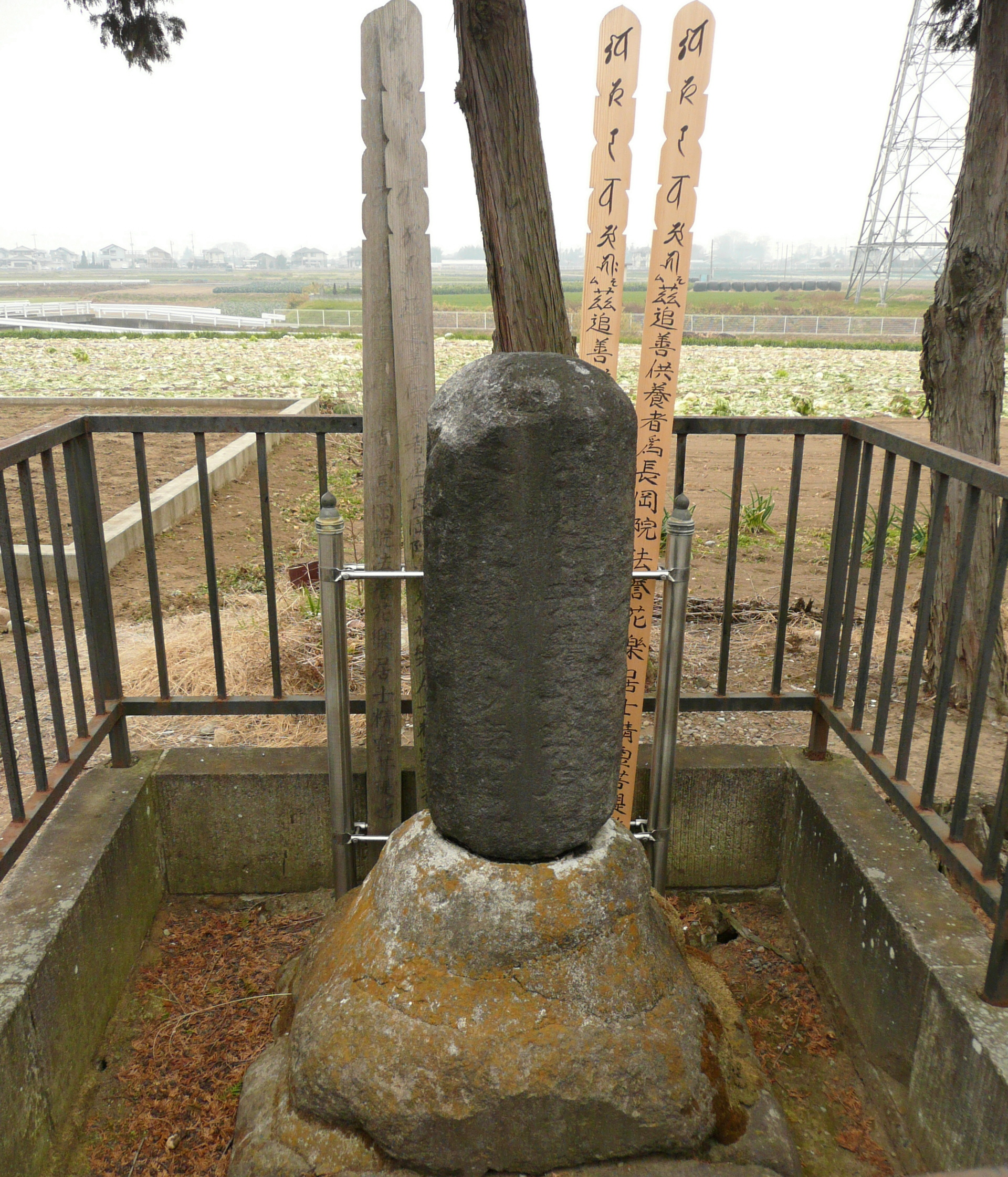
La tomba a Isesaki.

Kunisada Chūji nacque a Isesaki, nella prefettura di Gunma, in una dimora nobile del Giappone feudale. In seguito divenne un forte giocatore d'azzardo spadaccino e yakuza, vagando nell'area di Shinshu e del monte Akagi. Uccise alcuni funzionari che lo stavano inseguendo, come Shimamura Isaburō e Tamamura no Shūme, e il detective Mimoru Kansuke di Edo.
Quando era responsabile dell'area di Akagi durante le carestie, fu cavalleresco nell'usare i suoi soldi per fornire cibo ai contadini ed era molto amato. Era un po' un Robin Hood della sua zona.
Fu condannato e messo a morte per crocifissione il 22 gennaio 1851, insieme a dodici dei suoi subdoli. Il posto era circondato da pesanti recinzioni di bambù e trecento ufficiali stavano in piedi perché temevano che i suoi amici sarebbero venuti in suo soccorso. Più di millecinquecento persone locali si erano radunate per vedere il nobile giocatore d'azzardo ottenere la sua punizione ufficiale. Fu trafitto da quindici lance prima di morire. Poi la sua testa fu tagliata e fatta sfilare attraverso l'area.

## Cultura postuma
Dopo la sua morte, le leggende iniziarono a costruirsi attorno a questo nobile yakuza e divenne più di un eroe locale. Nel luogo della sua punizione, una statua di Jizo fu eretta per pacificare la sua anima. Quando le persone offrivano incenso lì, la loro stessa malattia di paralisi guariva, dal momento che anche Chūji ne soffriva, o avrebbero vinto nel gioco d'azzardo come lui.
Furono scritte canzoni su Chūji e il monte Akagi, e i film furono scelti con l'eroe popolare. È raffigurato su un francobollo giapponese del 1999.